# Eyaletul Rumelia
Eyaletul Rumelia (în turcă otomană ایالت روم ایلی, transliterat: Eyālet-i Rūmēlī), cunoscut și ca Beglerbeglicul de Rumelia, a fost una dintre cele mai întinse și importante provincii otomane, incluzând cea mai mare parte a Balcanilor.
Capitala a fost inițial Adrianopol (Edirne), dar a fost mutată la Sofia, și în final la Monastir (Bitola). În 1844, se întindea pe o suprafață de 124,630 km2.

## Istorie
Murad I a instituit împărțirea sultanatului în două eyaleturi, Rumeli și Anadolu, în jurul anului 1365. Primul beglerbeg al Rumeliei a fost Lala Şahin Paşa. Inițial, a cuprins posesiunile europene ale Imperiului Otoman, inclusiv cuceririle trans-dunărene, cum ar fi Akkerman (Cetatea Albă), până la crearea de eyaleturi suplimentare în secolul al XVI-lea, începând cu Arhipelagul (1533), Budin (1541) și Bosnia (1580).
Prima capitala a Rumeliei a fost Edirne, care a fost, de asemenea, până la căderea Constantinopolului în 1453, capitala Imperiului Otoman. Acesta a fost urmat de Sofia pentru un timp și din nou Edirne până în 1520, când Sofia a devenit sediul definitiv al beglerbegului. În timp, beglerbegul de Rumelia a fost comandantul celei mai importante forțe militar în stat, spahiii timarioți, iar prezența sa în capitală în această perioadă a creat din acesta un membru regulat al Consiliului imperial (divan). Pentru același motiv, marii viziri, cum ar fi Mahmud Pașa Angelovic sau Pargalı Ibrahim Pașa erau și beglerbeg și mare vizir concomitent.
În secolul al XVIII-lea, Monastir a devenit o reședință alternativă, iar din 1836, capitala. În același timp, reformele Tanzimatului, care vizau modernizarea imperiului, au desprins noi eyalete Üsküb, Yanya și Selanik și a redus Eyaletul Rumelia la câteva provincii din jurul Monastirului. În 1867, a devenit parte a vilaietului Salonic, în urma tranziției de la eyalet la vilaiet.